# Andrej Tschuryla
Andrej Wiktarawitsch Tschuryla (belarussisch Андрэй Віктаравіч Чурыла, engl. Transkription Andrei Churyla; * 19. Mai 1993 in Baranawitschy) ist ein belarussischer Leichtathlet, der sich auf die Disziplin Hochsprung spezialisiert hat und auch im Dreisprung an den Start geht.

## Sportliche Laufbahn
Erste Erfahrungen bei internationalen Meisterschaften sammelte Andrej Tschuryla bei den 2010 erstmals ausgetragenen Olympischen Jugendspielen in Singapur, bei denen er mit übersprungenen 2,14 m den vierten Platz belegte. Im Jahr darauf gelangte er bei den Junioreneuropameisterschaften in Tallinn mit 2,05 m auf Rang zwölf und 2012 siegte er mit einer Höhe von 2,24 m bei den Juniorenweltmeisterschaften in Barcelona. Zudem qualifizierte er sich für die Teilnahme an den Olympischen Sommerspielen in London und brachte dort in der Qualifikationsrunde keinen gültigen Versuch zustande. 2013 klassierte er sich bei den U23-Europameisterschaften in Tampere mit 2,14 m auf dem neunten Platz und im Jahr darauf wurde er bei den Europameisterschaften in Zürich mit übersprungenen 2,21 m Zehnter. 2015 schied er dann bei den U23-Europameisterschaften in Tallinn mit 2,10 m in der Qualifikation aus. Im Jahr darauf nahm er erneut an den Olympischen Sommerspielen in Rio de Janeiro teil und verpasste dort mit 2,22 m den Finaleinzug.
In den Jahren 2011 und 2014 wurde Tschuryla belarussischer Meister im Hochsprung sowie 2018 im Dreisprung. Zudem wurde er 2020 und 2022 Hallenmeister im Hochsprung.

## Persönliche Bestleistungen
- Hochsprung: 2,31 m, 9. Juni 2021 in Minsk
  - Hochsprung (Halle): 2,30 m, 7. Februar 2016 in Minsk
- Dreisprung: 16,35 m (+1,0 m/s), 28. Juni 2017 in Ostrava
  - Dreisprung (Halle): 16,14 m, 17. Januar 2019 in Minsk